# Antigonis pharsalia
Genre
Espèce
Antigonis pharsalia est une espèce de lépidoptères (papillons) de la famille des Nymphalidae et de la sous-famille des Biblidinae. C'est la seule espèce du genre monotypique Antigonis.

## Systématique
L'espèce Antigonis pharsalia a été décrite par le naturaliste britannique William Chapman Hewitson en 1852 sous le nom initial de Cybdelis pharsalia.
Elle est l'espèce type et l'unique espèce du genre Antigonis, décrit par l'entomologiste autrichien Cajetan von Felder en 1861, et qui a pour synonyme Lincoya Kirby, 1871.
Antigonis pharsalia a deux sous-espèces :
- Antigonis pharsalia pharsalia (Hewitson, 1852) — présente au Brésil et en Guyane.
- Antigonis pharsalia felderi Bates, 1864 — présente au Brésil.

## Distribution
Antigonis pharsalia est présente au Brésil et en Guyane.

## Protection
Pas de statut de protection particulier.[réf. nécessaire]